# Dorolț
Dorolț (Hongaars: Pusztadaróc) is een Roemeense gemeente in het district Satu Mare.
Dorolț telt 3509 inwoners. De gemeente ligt direct aan de Hongaarse grens en haar bevolking is in ruime meerderheid (85%) Hongaars. In 1920 werd de gemeente na het Verdrag van Trianon toegewezen aan Roemenië. Hongarije nam het gebied in 1940 nog eenmaal in, maar sinds het einde van de Tweede Wereldoorlog is de gemeente definitief onderdeel van Roemenië.
De gemeente bestaat uit de volgende dorpen:
- Atea (Atya)
- Dara (Szamosdara)
- Dorolț (Pusztadaróc)
- Petea (Pete).

De gemeente grens zowel aan Hongarije als aan de districtshoofdstad Satu Mare (Hongaars: Szatmárnémati).

## Demografie
Etnische groepen (volkstelling van 2011):
- Hongaren: (87,6%)
- Roemenen: (5,4%)
- Roma: (6,8%)

De vraag naar de moedertaal van de bevolking wijst uit dat 95,24% van de bevolking Hongaars spreekt als eerste taal.
Steden met gemeentestatus: Satu Mare · Carei

Steden zonder gemeentestatus: Ardud · Negrești-Oaș · Tășnad · Livada

Gemeenten: Acâș · Andrid · Apa · Bătarci · Beltiug · Berveni · Bixad · Bârsău · Bogdand · Botiz · Călinești-Oaș · Cămărzana · Cămin · Căpleni · Căuaș · Cehal · Certeze · Craidorolț · Crucișor · Culciu · Doba · Dorolț · Foieni · Gherța Mică · Halmeu · Hodod · Homoroade · Lazuri · Medieșu Aurit · Micula · Moftin · Odoreu · Orașu Nou · Păulești · Petrești · Pir · Pișcolt · Pomi · Sanislău · Santău · Săcășeni · Săuca · Socond · Supur · Tarna Mare · Terebești · Tiream · Târșolț · Turț · Turulung · Urziceni · Valea Vinului · Vama · Vetiș · Viile Satu Mare